# Pediella juninensis
Pediella juninensis is een rechtvleugelig insect uit de familie veldsprinkhanen (Acrididae). De wetenschappelijke naam van deze soort is voor het eerst geldig gepubliceerd in 2010 door Cigliano, Amédégnato, Pocco & Lange.